# Reigate
Reigate is een plaats in het bestuurlijke gebied Reigate and Banstead, in het Engelse graafschap Surrey. De plaats ligt aan de A23 en telt 21.820 inwoners. Reigate werd de administratief hoofdstad van Surrey in 2020.

## Geschiedenis
Al in de Jonge Steentijd was de locatie van de huidige stad bewoond. Uit die tijd is een kleine vuursteenmijn opgegraven. De Romeinen lieten sporen na in de vorm van een oven van een tegelbakkerij. 
Rond 1100 liet Willem II van Warenne er een kasteel bouwen, en zijn nazaten lieten naast het kasteel een stadje bouwen, de kern van het huidige Reigate. Beweerd wordt door velen, dat het stadje genoemd is naar de poort (gate) van de bij dit kasteel horende hertenkamp (rei, modern Engels  roe-buck, = ree).  Van het kasteel is nagenoeg niets meer over, wat er nu staat is als folly gebouwd in de late 18e en vroege 19e eeuw. Bijzonder is, dat onder het terrein van het voormalige kasteel al sinds 1823 een tunnel loopt (thans een voetgangerstunnel). Ten tijde van Hendrik VIII van Engeland kreeg William Howard er na  de opheffing van de Engelse kloosters in 1535 een voormalig kloostergebouw in bezit, dat hij tot een woonkasteel om liet bouwen. Ook hiervan is weinig meer overgebleven behalve een restant, waarin tegenwoordig een school is gevestigd.
In de 16e en 17e eeuw was de handel in havermout in het stadje van groot belang voor de plaatselijke economie. Nadat Reigate in 1841 een spoorwegstation had gekregen, volgde in de buurt van de spoorlijn een forse stadsuitbreiding. Het stadje heeft nog twee oude windmolens over , waarvan er één – uniek in Engeland! – als kerk in gebruik is.

## Economie
Reigate is in de eerste plaats een forensenplaats, met goede treinverbindingen met Londen, dat 31 km ten noordnoordoosten van Reigate ligt. Twee grote concerns hebben er een vestiging: Kimberley & Clark, bekend van onder andere maandverband en papieren zakdoekjes, en Canon Inc., bekend van fotoapparatuur.

## Bekende inwoners van Reigate

### Geboren
- Margot Fonteyn (1919-1991), balletdanseres
- Caroline Quentin (1961), actrice
- Polly Maberly (1976), actrice
- Newton Faulkner (1985), gitarist
- Max Chilton (1991), autocoureur

### Overleden
- James Ussher (1581-1656), Iers anglicaanse geestelijke
- William Harrison Ainsworth (1805-1882), schrijver
- Frederick Joseph Ricketts (1881-1945), componist, dirigent en cornettist
- Malcolm Campbell (1885-1948), motorcoureur en journalist
- Freddie Dixon (1892-1956), auto- en motorcoureur
- Sidonie Goossens (1899-2004), harpiste